# Albiș (okręg Bihor)
Albiș (węg. Albis) – wieś w Rumunii, w okręgu Bihor, w gminie Buduslău. W 2011 roku liczyła 912 mieszkańców.